# Isa (folclore)
La isa es un canto y baile típico de las Islas Canarias, caracterizado por ser un ritmo alegre y vistoso y que junto a la folía y a la malagueña canaria que compone el tronco principal del folclore canario.

## Características
La isa se manifiesta como un ritmo ternario de carácter intenso, de los más representativos de las islas, acompañado de un calvo vivo y jovial. A su vez, también presenta una danza de participación colectiva que con el paso del tiempo ha venido incorporando diferentes figuras. Durante la realización del baile se precisa una buena coordinación entre los bailarines, hecho que denota el influjo europeo de las danzas cultas del siglo XIX. La isa canaria se toca principalmente con guitarra, timple, bandurria y laúd, aunque, además, otros instrumentos de percusión como el pandero, la huesera o el tambor.
Otro de los contrastes existentes entre la isa y la jota es que mientras que la primera no altera el ritmo del baile, la segunda, sí lo hace; así, los pasos de baile de la isa se mantienen constantes tanto en el fragmento cantado como en el instrumental. Sin embargo, en la jota, el cuerpo de baile matiza sus movimientos durante la parte cantada con el fin de ensalzar las cualidades del solista.

## Tipología
En las islas existen diferencias con respecto a las particularidades de la isa, no en vano se dice que hay una isa para cada isla. Incluso, dentro de una misma isla se pueden hallar ligeras disimilitudes entre un municipio y otro. Se distingue también una isa de salón, de mayor refinamiento, que contrasta evidentemente con la isa corriente..

## Baile
Cuando la isa llegó a Canarias, su danza no distaba demasiado de la coreografía de la jota. Consistía pues en una composición rítmica que los bailarines ejecutaban ataviados con castañuelas en la que realizaban los característicos saltos correspondientes a la jota. Poco a poco se abandonaron las castañuelas y los saltos fueron cediendo a movimientos menos impetuosos en los que imperaba la estética.
Con el paso del tiempo y como resultado de una cadena de transformaciones la isa ha ido reuniendo diferentes figuras coreográficas que dan como resultado la pieza que a nuestros días ha llegado en la que se combinan pasos de baile pares, en parejas y también en grupos.